# Nemanja Tomić
Nemanja Tomić (in serbo Немања Томић?; Kragujevac, 21 gennaio 1988) è un ex calciatore serbo, di ruolo centrocampista.

## Carriera

### Club
Ha iniziato la carriera calcistica nella squadra della sua città natale, il Radnički Kragujevac. All'età di 16 anni ha debuttato in prima squadra.
Nell'estate del 2006 ha ricevuto una richiesta d'ingaggio da parte del Partizan. Ha poi giocato per due anni e mezzo nelle file della squadra di riserva del Partizan, il Teleoptik.
Il 20 gennaio 2009 firma un contratto quinquennale con il Partizan.

### Nazionale
Ha esordito con la nazionale serba Under-21 l'11 febbraio 2009 in un'amichevole contro i pari età di Cipro.
In seguito è stato convocato per l'Europeo Under-21 del 2009 in Svezia.

## Palmarès

### Club

#### Competizioni nazionali
- Campionato serbo: 2

Partizan: 2009-2010, 2010-2011
- Coppa di Serbia: 1

Partizan: 2010-2011